# Piar (khu tự quản)
Piar là một khu tự quản thuộc bang Bolívar, Venezuela. Thủ phủ của khu tự quản Piar đóng tại Upata. Khự tự quản Piar có diện tích 18175 km2, dân số theo điều tra dân số ngày 21 tháng 10 năm 2001 là 89410 người.